# 뉴질랜드의 수도
뉴질랜드의 수도는 총 세 곳으로, 1840년 뉴질랜드 식민지 수립 당시 오키아토(구 러셀)가 첫 수도였다. 이후 1841년부터 1865년까지는 오클랜드가 수도였다. 이후 1865년 오스트레일리아 출신 총독 세 명은 뉴질랜드 의회에서 수도를 결정하지 못하자 웰링턴을 수도로 결정했다. 1865년부터 현재까지 뉴질랜드의 수도는 웰링턴이다.

## 오키아토/구 러셀
오키아토(Okiato) 또는 올드 러셀(Old Russell)은 베이오브아일랜즈(Bay of Islands)에 위치한 작은 휴양지로, 현재 러셀(Russell)에서 남쪽으로 7km 떨어져 있다. 과거에는 이곳이 코로라레카(Kororareka)로 알려져 있었으며, 1840년부터 1841년까지 잠시 동안 뉴질랜드의 첫 수도였다. 이후 정부의 중심지는 오클랜드로 옮겨졌다. 윌리엄 홉슨(William Hobson)은 1840년 1월 29일에 뉴질랜드에 도착했으며, 이 날은 현재 오클랜드 기념일로 기념되고 있다. 그다음 날, 부지사로서 홉슨은 뉴질랜드에서 영국 주권을 선포했다. 1840년 1월 30일에는 홉슨을 베이 오브 아일랜즈로 데려온 배인 해럴드(Herald)의 돛대에 유니언 잭이 게양되었고, 그 깃발을 향해 포가 발사되었다.
뉴질랜드 식민지 정부는 수도를 결정할 필요가 있었고, 1840년 2월 6일 와이탕이 조약이 체결된 직후, 홉슨은 뉴질랜드에 오랫동안 거주해 온 사람들에게 조언을 구했다. 선교사 헨리 윌리엄스(Henry Williams)는 와이테마타(Waikemata) 항 주변을 추천했다. 윌리엄 코널월리스 사이먼즈(William Cornwallis Symonds) 역시 그 의견에 동의했다. 조약 체결 일주일 후, 와이테마타 항의 오라케이(Orakei) 지역에 있던 마오리 추장 일곱 명이 홉슨을 찾아와 그와 함께 머무르기를 요청했다. 그들은 라이벌 부족인 나푸히(Ngāpuhi)로부터 보호받기를 원했고, 그가 그곳에 머무르면 땅을 제공하겠다고 제안했다. 2월 21일, 홉슨과 윌리엄스, 사이먼즈, 조셉 니아스(Joseph Nias) 선장 및 펠턴 매튜(Felton Mathew) 등 소규모 일행은 해럴드에 승선해 와이테마타를 탐험하기 위해 출발했으며, 이틀 후에 도착했다. 이들은 여러 곳을 방문했지만, 3월 1일 홉슨이 반신 불수가 되는 뇌졸중을 앓으면서 연설에 어려움을 겪게 되었다.  이로 인해, 홉슨은 결정권을 자신의 참모들에게 위임하는 대신, 일행과 함께 베이 오브 아일랜즈로 돌아가야 했다.
매튜는 이후 당시 베이 오브 아일랜즈에 수도를 세울 수 있는 위치에 대해 조사하라는 지시를 받았다. 그의 첫 번째 추천지는 코로라레카였으나, 해당 지역은 중복되는 토지 소유권 문제로 인해 홉슨은 이를 수용하지 않았다. 홉슨은 이러한 법적 문제를 해결할 충분한 권한이 없다고 느꼈기 때문이었다. 두 번째 추천지는 제임스 레디 클렌던(James Reddy Clendon) 선장의 소유지였는데, 이곳은 좋은 정박지와 정착민들에게 분양할 수 있는 토지가 즉시 준비되어 있다는 조건을 충족시켰다. 파이히아(Paihia)와 케리케리(Kerikeri)와 같은 지역은 여러 이유로 제외되었다.
1830년대 지역 마오리 추장이었던 포마레 2세(Pomare II)는 1830년 12월 7일에 오키아토에 있는 땅을 영국 상인 및 선주였던 클렌던 선장에게 £28 15에 판매했다. 클렌던은 1832년에 그곳에 정착하여 파트너인 새뮤얼 스티븐슨(Samuel Stephenson)과 무역소를 세웠다. 1838년 또는 1839년에 클렌던은 뉴질랜드 최초의 미국 영사가 되었다. 클렌던은 380에이커(150헥타르) 면적의 토지와 주택, 두 개의 작은 오두막, 큰 창고 및 기타 건물을 포함해 £23,000을 요구했지만, 결국 홉슨은 £15,000에 합의했다. 3월 22일에 계약이 체결되었으며 홉슨은 5월에 그곳을 인수했다. 하지만 클렌던은 £1,000만을 받은 상태에서 조지 깁스 주지사가 해당 구매를 승인하지 않는다는 소식을 들었다. 이후 클렌던은 추가로 £1,250과 파파쿠라(Papakura) 지역에 있는 10,000에이커(4,000헥타르)의 토지를 부여받았다.
홉슨은 오키아토의 이름을 당시 식민지 장관이었던 존 러셀 경(Lord John Russell)을 기리기 위해 러셀로 변경했다. 1840년 5월, 홉슨과 그의 가족이 그곳으로 이사했으며, 관리들, 군인들, 노동자들과 이민자들이 영구적 또는 임시 거주지와 천막에 거주하기 시작했다. 매튜는 도시를 위한 야심찬 계획을 세웠으나, 계획된 도로 중 단 한 개만 건설되었다. 그 도로는 시청에서 시 감옥으로 직접 연결되었다. 1년 후, 홉슨은 수도를 오클랜드로 옮겼고 대부분의 러셀 거주자들도 그곳으로 이동했다. 몇몇 관리들이 러셀에 있는 정부 청사에서 계속 거주했지만, 1842년 5월에 청사와 사무소가 화재로 소실되면서 이들도 코로라레카로 이사하게 되어 러셀은 거의 버려지게 되었다.

## 오클랜드
홉슨은 러셀(오키아토)을 일시적인 수도로 간주했다. 1840년 4월 18일, 그는 매튜에게 남쪽으로 두 번째 탐사를 명령하면서 와항가레이, 마후랑이, 와이테마타의 항구를 탐사하고, 와이테마타 남쪽 해안에 위치한 한 장소를 특히 주목하라고 지시했다. 매튜는 두 달간 여러 위치를 탐사한 후, 와항가레이와 마후랑이를 거부했을 뿐만 아니라 홉슨이 선호했던 이후 홉슨빌로 알려진 지역 역시 부적합하다고 판단했다. 그의 표현에 따르면, "주요 정착지로서 완전히 부적합하며, 정착지로 적합하지 않다"고 평가했다. 매튜는 정착지로서 많은 장점을 지닌 팜루어 분지를 추천했으나, 항구에서 접근하는 것이 어렵다는 점을 인정했다.
홉슨은 건강을 회복한 후 매튜의 추천지를 확인하기 위해 남쪽으로 향했다. 7월 6일, 그는 팜루어를 방문했고, 물길로 접근하는 것이 어려워 즉시 그곳을 배제했다. 홉슨은 그가 선호했던 위치도 실용적이지 않음을 인정했다. 일행이 해가 지는 모습을 바라보며 황혼 속에서 항구 아래쪽 해안의 "아름다운 모습"에 감명받은 후, 다음 날 그곳에 상륙했다. 그들은 그곳이 미래의 수도로서 큰 잠재력을 지니고 있다고 판단했고, 셸리 해변(폰손비 지역)에서 상륙한 것으로 추정된다. 그달 말, 수도를 와이테마타로 옮기기로 결정되었다.
1840년 9월 13일, 일곱 명의 정부 관리, 일부 선실 승객, 많은 일반 선객과 함께 한 바크선이 러셀을 출발해 와이테마타로 향했다. 심즈의 지휘 아래 이들은 미래 수도의 위치를 최종 확정하고, 마오리로부터 토지를 매입하며, 창고 및 숙소 건물을 짓고 정부청사의 위치를 찾기로 되어 있었다. 9월 18일, 3,000에이커(약 1,200 헥타르)의 토지가 선정되었고, 이를 대표하는 응아티 와투아 부족의 대표들과 합의서가 체결되었다. 브리토마트 곶에 깃대가 세워졌으며, 여왕 폐하의 건강을 위해 "환호와 함께" 건배했다. 측량국장의 아내인 사라 매튜스는 일기에서, 기둥에 "오클랜드"라는 이름과 함께 토지 매입 날짜가 새겨져 있었다고 기록했다. 이는 비공식적으로 도시의 이름을 정한 것으로 간주되며, 홉슨이 해당 이름을 처음으로 문서화한 날짜는 그해 11월 10일이었다. 제1대 오클랜드 백작 조지 이든은 당시 해군 제1대신이었으며, 1834년에 윌리엄 홉슨에게 래틀스네이크 호를 타고 동인도로 항해할 명령을 내려, 그의 6년간의 명령 공백을 끝냈다. 이 이름은 감사의 의미로 부여되었으며, 당시 인도 부왕으로 임명되어 명성을 떨치고 있던 오클랜드 백작의 명성이 높았기에 일반적인 찬성을 받았다. 빅토리아 여왕의 오클랜드라는 명칭에 대한 승인은 1842년 11월 26일 뉴질랜드 관보에 발표되었다.
오클랜드의 작업은 잘 진행되었다. 홉슨은 1840년 10월 17일 오클랜드를 방문해 작업 진행 상황을 확인하고 정부청사의 위치를 결정했다. 그는 다음 해 오클랜드에 거주할 것을 결정하고 다시 베이오브아일랜즈로 돌아갔다. 정부청사는 영국에서 조립식으로 제작되어 뉴질랜드로 배송되었으며, 무게는 250톤(장톤 기준)으로, 16개의 방과 37미터의 길이, 15미터의 너비, 7.3미터의 높이를 가진 건물이었다. 홉슨과 쿡 스트리트 모퉁이에 배치되었다. 관리들과 정부의 모든 서류는 1841년 1월 베이오브아일랜즈에서 오클랜드로 이전되었다. 홉슨은 1841년 3월 14일 새로운 거처에 입주했으며, 그와 함께 수도는 베이오브아일랜즈에서 오클랜드로 이전되었다.
1848년 6월 23일, 조지 그레이 경이 총독으로 재임 중일 때, 정부 청사가 불타는 사건이 발생했다. 다행히 인명 피해는 없었지만 건물은 완전히 소실되었다. 이후 새로운 정부 청사가 1856년에 건립될 때까지 카랑가하페 로드에 위치한 스코리아 하우스(Scoria House)라는 총독 관저가 임대로 사용되었다. 이 건물의 건설은 오클랜드가 수도를 유지하려는 캠페인의 일환이었는데, 당시 수도를 남쪽으로 옮기는 논의가 이미 시작된 상태였다. 이 건물은 1969년에 오클랜드 대학교의 일부로 공식 편입되었으며, 현재는 ‘구 정부 청사(Old Government House)’로 알려져 있으며, 1983년 뉴질랜드 유적지 신탁에 의해 1급 문화유산으로 등록되었다.
초기의 정부 형태는 총독에 의해 임명되고 그에게 책임을 지는 공무원들로 구성된 행정 위원회였다. 그러나 영국 의회가 식민지 뉴질랜드에 자치권을 부여한 1852년 뉴질랜드 헌법(New Zealand Constitution Act 1852)을 수용하면서 이러한 상황이 바뀌었다. 이 법은 총독, 임명된 입법 위원회, 선출된 하원으로 구성된 양원제 의회(또는 국회)를 허용했으며, 총독이 명목상 임명하는 행정 위원회도 허용했다. 또한 지방 정부를 허용하여 초기에는 6개의 지방이 설립되었다. 첫 총선은 1853년에 열렸으며, 국회는 1854년 5월 27일에 오클랜드에서 첫 회기를 시작했다.6월 3일, 국회의 소재지에 관한 논의가 처음 시작되었으며, 에드워드 기번 웨이크필드는 정부 소재지를 웰링턴으로 옮겨야 한다고 주장했다. 남쪽 먼 지역에서 온 의원들은 오클랜드로 가는 데 두 달이 걸렸고, 보다 중앙에 위치한 소재지가 필요하다는 의견이 있었다. 하지만 오클랜드 선거구 의원들은 이 움직임을 지지하지 않았다. 또한 국회의사당 건물이 급히 세워진 덕에 단지 외형만 갖춘 상태였고, 비바람이 들어오고 비가 새는 건물에는 화장실과 같은 기본적인 편의 시설조차 없었기에 의원들은 이를 "쉐디파이스(Shedifice)"라고 불렀다. 당시에 외곽 지역에 세워진 이 건물은 불편한 구조였다.
국회의 위치에 관한 논의는 10년 동안 지속되었다. 잠시 동안 국가 최초의 내각을 이끌었던 제임스 피츠제럴드는 다음 회기는 식민지의 더 중앙에 위치한 곳에서 열려야 한다고 제안했다. 그는 사전에 다른 사람들과 상의하지 않았고, 남부 의원들의 다수가 부재한 상태에서 투표가 이루어져, 제안은 13대 11로 부결되었다. 1856년에는 다음 회기가 오클랜드에서 열려야 한다는 결의안이 "더 중앙에 위치한 장소"로 수정되었으나, 결국 결정은 총독에게 맡겨졌다. 그로부터 몇 달 후, 넬슨에서 다음 회기를 소집하자는 제안이 간신히 부결되었다. 당시 총독 토마스 고어 브라운은 웰링턴과 오클랜드에서 번갈아 회의를 여는 것이 유익할 수 있다고 제안했다. 여러 논쟁 끝에 제3회 국회의 두 번째 회기를 웰링턴에서 열기로 결정하였으며, 의회는 1862년 7월부터 9월까지 웰링턴 지방 의회 건물에서 회기를 열었다. 웰링턴으로의 이주를 영구화하자는 제안은 한 표 차이로 부결되었다. 1858년에 건립된 웰링턴 지방 의회 건물은 웅장한 스타일로 지어졌으며, 이는 오클랜드의 "쉐디파이스"와 극명한 대비를 이루어 국회의원들이 수도를 웰링턴으로 옮기도록 유도하는 웰링턴 운동에 일조했다.
수도가 웰링턴으로 옮겨진 후, 국회 의사당 건물은 결국 오클랜드 대학교에 이관되어 1919년에 철거되었다. 정부 청사는 여전히 총독의 관저 중 하나로 남아 있으며, 총독은 현재도 웰링턴과 오클랜드를 오가며 활동하고 있다. 구 정부 청사는 1969년까지 이 용도로 사용되다가 프랭크 경과 레이디 매핀이 현재의 정부 청사(마운트 에덴에 위치한 버치랜드)를 기부하면서 오클랜드 대학교가 현재까지 사용하고 있다.

## 웰링턴
뉴질랜드의 네 번째 총리였던 알프레드 도메트가 발의한 의안에 따라 세 명의 오스트레일리아 위원들이 수도 이전 장소를 결정하는 임무를 맡게 되었다. 이 의안은 뉴사우스웨일스 식민지, 빅토리아 식민지, 태즈메이니아 식민지의 총독들에게 각 식민지의 대표 한 명씩을 임명해 줄 것을 요청하는 내용이었다. 임명된 위원은 뉴사우스웨일스 입법위원회 의원인 조셉 도커, 빅토리아 입법부 의장인 프랜시스 머피, 태즈매니아 하원과 입법위원회 전직 의원인 로널드 캠벨 건이었다. 조지 그레이 경은 수도를 "중앙에 위치하도록, 즉 쿡 해협 연안 어딘가에 두어야 한다"라는 취지로 위원들에게 임무를 부여했다. 위원들은 웰링턴, 픽턴, 퀸 샬럿 사운드, 토리 채널, 블레넘, 펠로러스 사운드 / 테 호이에레, 해블록, 넬슨을 조사했다. 평가 기준은 뉴질랜드의 중앙 위치에 있는지, 수로 접근성, 토지 가용성, 주변 지역의 자원, 방어적 고려 사항, 그리고 자연적 단점 여부 등이었다. 위원들은 조사 결과를 간단한 두 장짜리 편지로 보고했으며, 주요 결과는 한 문장으로 요약되어 추가 설명 없이 전달되었다.
쿡 해협 양안의 특성과 가능성을 가능한 한 파악한 후, 위원들은 포트 니콜슨의 웰링턴이 뉴질랜드 식민지 정부를 운영하기에 가장 큰 장점을 제공하는 지역이라는 만장일치 결론에 도달했다.

수도는 1865년에 오클랜드에서 웰링턴으로 이전되었고, 이후 웰링턴은 뉴질랜드의 수도로 자리잡았다. 제3회 국회의 다섯 번째 회기는 1865년 7월 26일 웰링턴에서 개회되었으며, 이 날짜가 웰링턴으로 수도 기능이 이전된 날로 여겨진다.

## 참고

### 내용주
1. ↑  오스트레일리아는 1901년까지 여러 식민지로 분할되어 있었다.[1][2] 1865년 당시 뉴질랜드 수도를 결정한 총독들은 태즈메이니아, 뉴사우스웨일스 식민지, 빅토리아 식민지의 총독이었다.